# Saison 2014-2015 du Football Club de Grenoble rugby
Cette page présente la saison 2014-2015 du Football club de Grenoble rugby en Top 14 et en European Rugby Challenge Cup (ERCC2).
Jonathan Wisniewski termine meilleur réalisateur du championnat avec 339 points.

## Entraîneurs

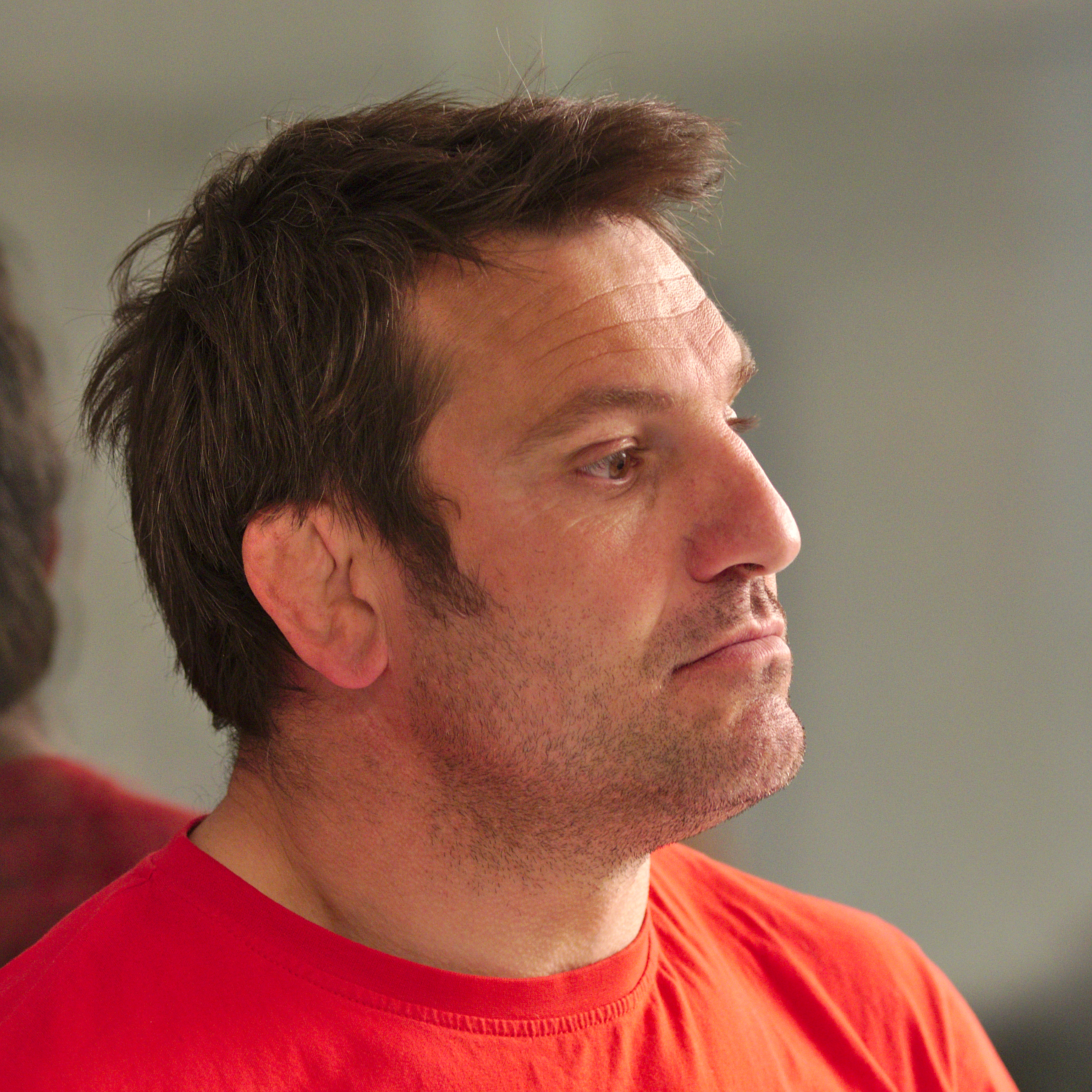
Fabrice Landreau en 2014

Pour la saison 2014-2015, Fabrice Landreau devient directeur général et sportif, Bernard Jackman sera responsable du jeu général, Sylvain Bégon continue son travail avec les avants, Mike Prendergast prend la direction des trois-quarts et Philippe Doussy sera chargé de s'occuper des skills.

### Staff technique 2014-2015
| Nom               | Poste                     | Nationalité sportive |
| ----------------- | ------------------------- | -------------------- |
| Fabrice Landreau  | Directeur sportif         | France               |
| Sylvain Bégon     | Entraîneur (avants)       | France               |
| Bernard Jackman   | Entraîneur (général)      | Irlande              |
| Mike Prendergast  | Entraîneur (trois-quarts) | Irlande              |
| Philippe Doussy   | Entraîneur (buteurs)      | France               |
| Cyril Villain     | Assistant vidéo           | France               |
| Andrew Farley     | Team manager              | Australie            |
| Florent Vejux     | Médecin                   | France               |
| Cédric Fourrier   | Kinésithérapeute          | France               |
| Gareth Adamson    | Préparateur physique      | Afrique du Sud       |
| Frédéric Voulat   | Préparateur physique      | France               |
| Patrick Chassaing | Préparateur physique      | France               |
| Bruno Delatte     | Assistant                 | France               |

## La saison
Le Football Club de Grenoble Rugby joue cette saison en Top 14.

### Pré-saison
Afin de préparer la saison 2014-2015 de Top 14, le FCG a effectué un stage en Argentine. Durant cette préparation, les Grenoblois ont affronté à deux reprises les Pumas, équipe nationale d'Argentine.
La première confrontation s'est soldée par une défaite du FCG (44-21), tout comme la deuxième (56-22).

## Effectif de la saison 2014-2015
| Nom                 | Poste                  | Naissance         | Nationalité sportive | Sélections | Dernier club              | Arrivée au club |
| ------------------- | ---------------------- | ----------------- | -------------------- | ---------- | ------------------------- | --------------- |
| Fabien Barcella     | Pilier                 | 27 octobre 1983   | France               |            | RC Toulon                 | 2015            |
| Albertus Buckle     | Pilier                 | 9 septembre 1983  | Afrique du Sud       | -          | Biarritz olympique        | 2011            |
| Richard Choirat     | Pilier                 | 28 septembre 1984 | France               | -          | Section paloise           | 2013            |
| Alexandre Dardet    | Pilier                 | 31 janvier 1993   | France               | -          | Formé au club             | -               |
| Dayna Edwards       | Pilier                 | 14 mars 1985      | Australie            | -          | Queensland Reds           | 2010            |
| Denis Coulson       | Pilier                 | 15 juin 1994      | Irlande              | -          | Lansdowne RFC             | 2014            |
| Kevin Goze          | Pilier                 | 4 novembre 1992   | France               | -          | Formé au club             | -               |
| Jono Owen (en)      | Pilier                 | 1er novembre 1986 | Nouvelle-Zélande     | -          | Queensland Reds           | 2014            |
| Rémi Hugues         | Pilier                 | 1er janvier 1986  | France               | -          | US Dax                    | 2014            |
| Laurent Bouchet     | Talonneur              | 23 août 1988      | France               | -          | Formé au club             | -               |
| Loïck Jammes        | Talonneur              | 10 novembre 1994  | France               | -          | Formé au club             | -               |
| Anthony Hegarty     | Talonneur              | 11 mai 1987       | Australie            | -          | Brumbies                  | 2012            |
| Arnaud Héguy        | Talonneur              | 23 janvier 1985   | France               | -          | Biarritz olympique        | 2014            |
| Naude Beukes        | Deuxième ligne         | 22 octobre 1980   | Afrique du Sud       | -          | US Oyonnax                | 2011            |
| Ben Hand            | Deuxième ligne         | 24 avril 1982     | Australie            | -          | Brumbies                  | 2012            |
| Ross Skeate         | Deuxième ligne         | 2 août 1982       | Afrique du Sud       | -          | SU Agen                   | 2014            |
| Thibaud Rey         | Deuxième ligne         | 20 juin 1992      | France               | -          | Formé au club             | -               |
| Hendrik Roodt       | Deuxième ligne         | 6 novembre 1987   | Afrique du Sud       | -          | Lions                     | 2013            |
| Paul Willemse       | Deuxième ligne         | 13 novembre 1992  | Afrique du Sud       | -          | Bulls                     | 2014            |
| Fabien Alexandre    | Troisième ligne aile   | 14 mai 1985       | France               | -          | Biarritz olympique        | 2011            |
| Mahamadou Diaby     | Troisième ligne aile   | 15 août 1990      | France               | -          | US Oyonnax                | 2014            |
| Jonathan Best       | Troisième ligne aile   | 2 août 1983       | France               | -          | Formé au club             | -               |
| Peter Kimlin        | Troisième ligne aile   | 11 juillet 1985   | Australie            |            | Brumbies                  | 2013            |
| Henry Vanderglas    | Troisième ligne aile   | 9 mai 1986        | Australie            | -          | Bristol                   | 2012            |
| Florian Faure       | Troisième ligne centre | 26 mars 1983      | France               | -          | Biarritz olympique        | 2012            |
| Dylan Hayes         | Troisième ligne centre | 11 février 1994   | Nouvelle-Zélande     | -          | Hutt Old Boys-Marist (en) | 2014            |
| Rory Grice          | Troisième ligne centre | 2 avril 1990      | Nouvelle-Zélande     | -          | Waikato                   | 2014            |
| Valentin Courrent   | Demi de mêlée          | 16 août 1982      | France               | -          | SU Agen                   | 2012            |
| James Hart          | Demi de mêlée          | 28 juillet 1991   | Irlande              | -          | Clontarf                  | 2011            |
| Charl McLeod        | Demi de mêlée          | 5 août 1983       | Afrique du Sud       |            | Sharks                    | 2014            |
| Lilian Saseras      | Demi de mêlée          | 27 juin 1994      | France               | -          | Formé au club             | -               |
| Joannes Henry       | Demi de mêlée          | 1er novembre 1993 | France               | -          | Formé au club             | -               |
| Jordan Michallet    | Demi d'ouverture       | 1er octobre 1993  | France               | -          | Formé au club             | -               |
| Jonathan Wisniewski | Demi d'ouverture       | 16 juillet 1985   | France               | -          | Racing Métro 92           | 2014            |
| Nigel Hunt          | Centre                 | 14 mai 1983       | Nouvelle-Zélande     | -          | Bay of Plenty             | 2010            |
| Clément Gelin       | Centre                 | 8 novembre 1993   | France               | -          | Formé au club             | -               |
| Jackson Willison    | Centre                 | 5 septembre 1988  | Nouvelle-Zélande     | -          | Blues                     | 2014            |
| Geoffroy Messina    | Centre                 | 29 mai 1982       | France               | -          | RC Toulon                 | 2013            |
| Chris Farrell       | Centre                 | 16 mars 1993      | Irlande              | -          | Ulster Rugby              | 2014            |
| Louis Marrou        | Centre                 | 14 septembre 1993 | France               | -          | Formé au club             | -               |
| Xavier Mignot       | Centre                 | 27 janvier 1994   | France               | -          | CS Bourgoin-Jallieu       | 2014            |
| Julien Caminati     | Ailier                 | 28 octobre 1985   | France               | -          | CA Brive                  | 2013            |
| Daniel Kilioni      | Ailier                 | 22 février 1993   | Tonga                | -          | -                         | 2013            |
| Gio Aplon           | Ailier                 | 6 octobre 1982    | Afrique du Sud       |            | Stormers                  | 2014            |
| Alipate Ratini      | Ailier                 | 17 février 1991   | Fidji                |            | Cronulla Sharks           | 2013            |
| Robinson Caire      | Arrière                | 24 janvier 1994   | France               | -          | Formé au club             | -               |
| Fabien Gengenbacher | Arrière                | 13 janvier 1984   | France               | -          | Lyon OU                   | 2006            |
| Benjamin Thiéry     | Arrière                | 2 juin 1984       | France               |            | Montpellier HR            | 2013            |

### Équipe-Type
1. Albertus Buckle puis Fabien Barcella  2. Arnaud Héguy 3. Dayna Edwards

4. Ben Hand 5. Hendrik Roodt 

6. Henry Vanderglas 8. Rory Grice 7. Fabien Alexandre 

9. Charl McLeod 10. Jonathan Wisniewski 

11. Gio Aplon 12. Nigel Hunt 13. Jackson Willison ou Chris Farrell 14. Alipate Ratini 

15. Fabien Gengenbacher  

## Calendrier

### Top 14
| - ASM Clermont - FC Grenoble : 30-26 BD - Montpellier HR - FC Grenoble : 20-17 BD - FC Grenoble - Union Bordeaux Bègles : 37-23 BO - FC Grenoble - Stade rochelais : 30-12 BO - US Oyonnax - FC Grenoble : 40-27 - FC Grenoble - Aviron bayonnais : 24-15 - FC Grenoble - Racing Métro 92 : 27-25 - Castres olympique - FC Grenoble : 51-10 - FC Grenoble - CA Brive : 26-25 - RC Toulon - FC Grenoble : 61-28 - FC Grenoble - Lyon OU : 34-30 - Stade toulousain - FC Grenoble : 22-25 - FC Grenoble - Stade français : 30-43 | - FC Grenoble - ASM Clermont : 17-37 - FC Grenoble - Montpellier HR : 20-18 - Union Bordeaux Bègles - FC Grenoble : 34-16 - Stade rochelais - FC Grenoble : 19-15 BD - FC Grenoble - US Oyonnax : 33-19 - Aviron bayonnais - FC Grenoble : 42-33 - Racing Métro 92 - FC Grenoble : 34-29 BD - FC Grenoble - Castres olympique : 12-16 BD - CA Brive - FC Grenoble : 23-0 - FC Grenoble - RC Toulon : 24-35 - Lyon OU - FC Grenoble : 29-24 BD - FC Grenoble - Stade toulousain : 32-11 - Stade français - FC Grenoble : 21-30 |

Avec 11 victoires et 15 défaites le Football club de Grenoble termine à la 11e place du top 14 et n'est pas qualifié pour la phase finale.

### European Rugby Challenge Cup
Dans l'European Rugby Challenge Cup le FC Grenoble fait partie de la poule 1 et sera opposé aux Anglais de London Irish, aux Gallois de Cardiff Blues et aux Italiens de Rugby Rovigo qui ont terminé premier de la compétition qualificative organisée avec la FIRA-AER (Fédération Internationale de Rugby Amateur – Association Européenne de Rugby)
| - Cardiff Blues - FC Grenoble : 37-14 - FC Grenoble - London Irish : 15-25 - FC Grenoble - Rugby Rovigo : 68-10 | - FC Grenoble - Cardiff Blues : 3-28 - London Irish - FC Grenoble : 43-41 - Rugby Rovigo - FC Grenoble : 17-20 |

Avec 2 victoires et 4 défaites, le FC Grenoble termine 3e de la poule 1 et n'est pas qualifié.

## Statistiques

### Affluence
Lors de cette saison, l'affluence moyenne au Stade des Alpes fut de 15 043 spectateurs soit la cinquième meilleure affluence du Top 14 et la onzième affluence européenne.

### Statistiques collectives
Attaque
Défense

### Statistiques individuelles
Meilleur réalisateur